# سيدني ويليام جاكسون
سيدني ويليام جاكسون (بالإنجليزية: Sidney William Jackson)‏ هو عالم طيور أسترالي، ولد في 12 يونيو 1873، وتوفي في 30 سبتمبر 1946.